# Jacques Copeau
Jacques Copeau (París, 4 de febrer de 1878 – Beaune, 20 d'octubre de 1949) fou un director, teòric i crític teatral francès, encara que també actor, autor d'obres de teatre i assagista. Va fundar el Théâtre du Vieux-Colombier a París l'any 1913. Va ser el cofundador de la famosa Nouvelle Revue Française, juntament amb, entre d'altres, André Gide i Jean Schlumberger. Va ser un important renovador del teatre francès tant en el pla estètic com l'espiritual, famós també pel seu projecte de formació d'actors. La seva importància està confirmada per les paraules d'Albert Camus, que va escriure: "En la història del teatre francès hi ha dos períodes: abans i després de Copeau".

## Principis
Copeau va créixer al Faubourg Saint-Denis de París, i ja des de l'adolescència va interessar-se pel teatre. Mentre estudiava a l'Institut Condorcet de París, l'any 1897 l'associació dels antics alumnes va estrenar la primera obra escrita per ell, Boires del clarejar.
Als 17 anys, va començar una relació amb una ballarina danesa de 24 anys, Agnès Thomsen –una relació en principi no acceptada per la família de Copeau–. L'any 1901 Agnès es va quedar embarassada i junts es van traslladar temporalment a Dinamarca. No obstant això, aviat van tornar a França perquè Copeau s'ocupés del negoci familiar –una fàbrica metal·lúrgica a Angecourt– després de la mort del seu pare. Copeau decideix vendre-la per així garantir recursos econòmics per a la seva mare i la seva germana i poder ell mateix seguir la seva vocació teatral.
Copeau treballava com a crític teatral, des de 1901 escrivia per Hermitage i La Revue d'Art, i des de 1907 va ser el crític teatral de la Gran Revue.
L'any 1902 va conèixer a André Gide, el seu amic durant tota la vida. Ambdós van participar en la fundació de la Nouvelle Revue Française l'any 1909.
L'any 1911 va estrenar la seva primera obra teatral: una peça que va escriure juntament amb Jean Croué a base de Els germans Karamàzov de Dostoievski. Es va estrenar al Téâtre Des Arts, fundat i dirigit per Jacques Rouché. Portant a terme aquest projecte, Copeau va conèixer persones importants per a ell en tota la trajectòria teatral, sobretot els actors Charles Dullin i Louis Jouvet.

## El Teatre Vieux-Colombier

### Primers anys: 1913-1917. La idea de la renovació del teatre

#### L'obertura del Vieux-Colombier

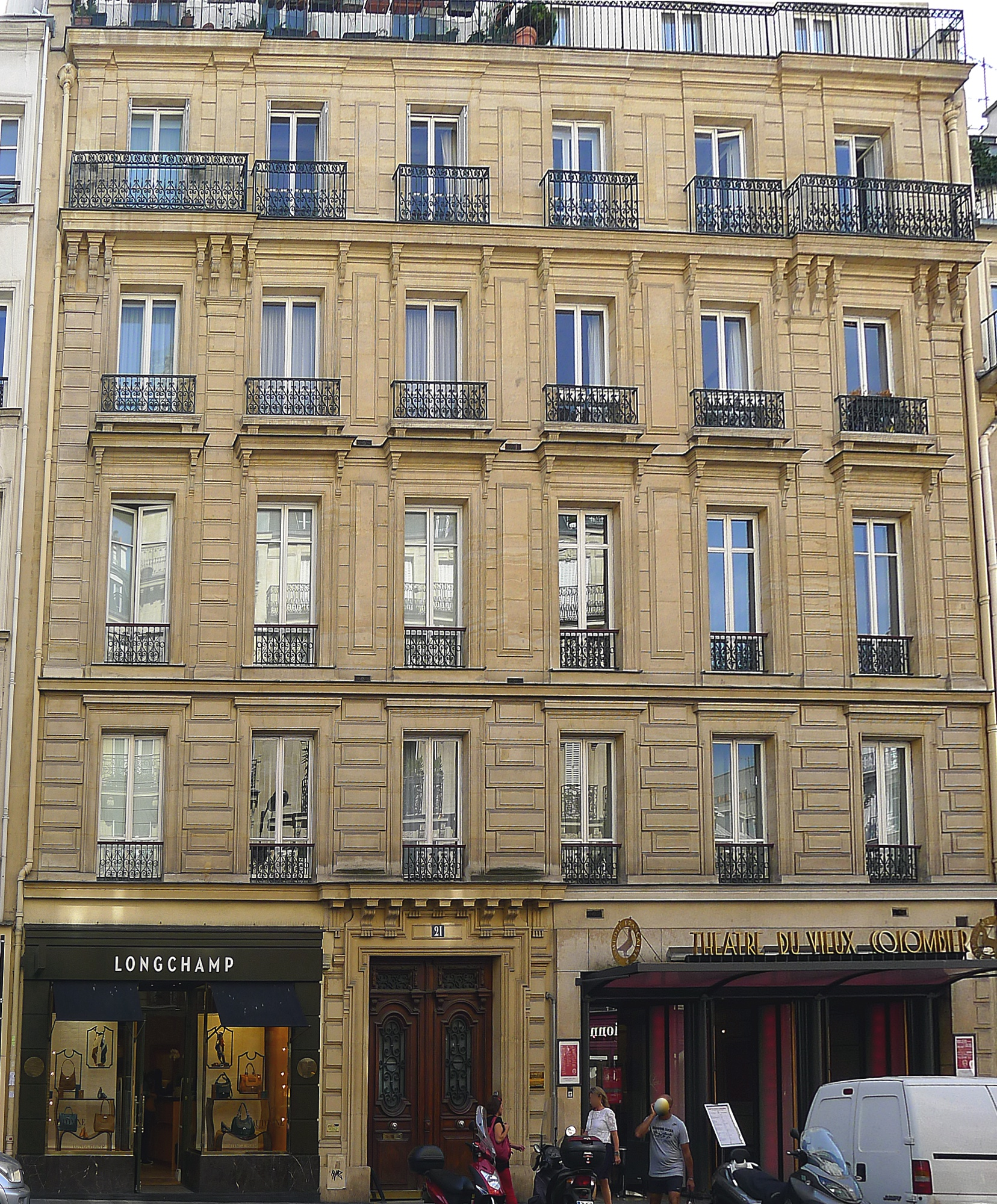
L'edifici del teatre Vieux-Colombier, carrer Vieux-Colombier n°21, París

L'any 1913 Copeau fundà el teatre Vieux-Colombier a la rive gauche parisenca, un lloc que en el moment no estava de moda, i alhora allunyat dels teatres comercials.
El teatre del Vieux-Colombier va ser obert a l'edifici del Théâtre de l'Athénée-Saint-Germain, renovat segons la visió de Copeau.
El teatre va prendre el seu nom del carrer on es trobava. Es trobava a la planta baixa d'un immoble amb pisos. Quan es va obrir, li van posar un neó lluminós amb el nom, que feia pensar a alguns veïns que es tractava d'un prostíbul. El nom va ser acompanyat per un logotip amb dos coloms. El motiu dels dos coloms venia del paviment de Sant Miniato a la muntanya de Florència; ho va descobrir i proposar com a símbol del teatre l'escriptora Maria Van Rysselberghe, dona del pintor Théo Van Rysselberghe –eren una parella d'amics de Copeau.
L'obertura del teatre Vieux-Colombier estava vinculada amb el moviment de renovació teatral proposat per Copeau. Les idees sobre la necessitat d'uns canvis profunds en el teatre van ser expressades per Copeau en l'article Un essai de rénovation dramatique publicat a la Nouvelle Revue Française. L'autor hi tractava sobre la decadència del teatre francès i les possibles solucions d'aquest problema. A través d'aquest manifest i el desenvolupament posterior del teatre de Copeau es pot veure que dos eixos fonamentals del seu teatre van ser, per una banda, la qualitat literària de les obres representades i, per l'altra, la qualitat tècnica i humana dels actors.
En total, era un projecte d'un teatre antirealista: a través del geni del director, al servei del text i no a través d'artificis de l'escena. Promovia tant el treball col·lectiu entre els actors com una col·laboració amb el públic. Volia crear una companyia que treballés unida, amb continuïtat i estabilitat, proposant una renovació profunda de l'art dramàtic, creant una escola, i regenerant el públic i el seu gust, anant en contra de la comercialització del teatre.

#### El repertori
Per tant, d'una banda, es podria notar una gran importància del repertori.
La idea de Copeau era buscar els valors estètics i ètics en el teatre antic però alhora obrir les portes per a nous escriptors. Per tant, al Vieux-Colombier es representaven, per exemple, les obres de l'antic teatre grec, de Molière o de Shakespeare i els seus contemporanis, que s'intentaven renovar i dotar d'una nova vitalitat. D'altra banda, s'escenificaven obres de noves, com les de Jean Schlumberger, Henri Ghéon, René Duhamel, François Porché o Paul Claudel. El text i la paraula jugaven, per tant, un paper primordial. El director va desenvolupar la idea que el públic pot retrobar a l'escriptor a través de l'obra. Era el primer a subratllar que els grans textos teatrals tenen els seus ritmes i instruccions escèniques implícites que el director i els actors han de llegir com si fos una partitura musical.

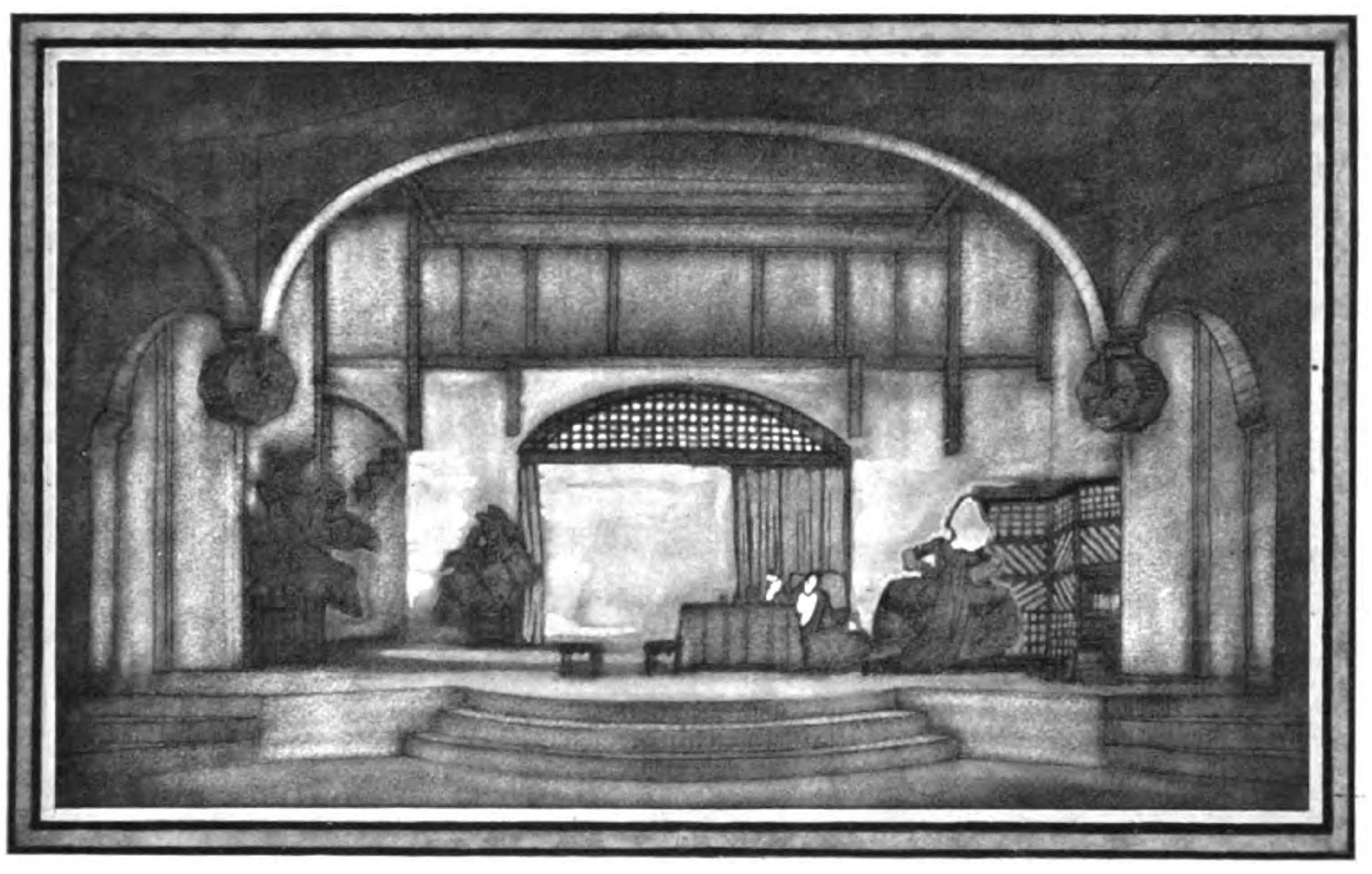
Disseny de Louis Jouvet de l'escenificació de Carosse du Saint Sacrement de Prosper Mérimée al teatre Vieux-Colombier

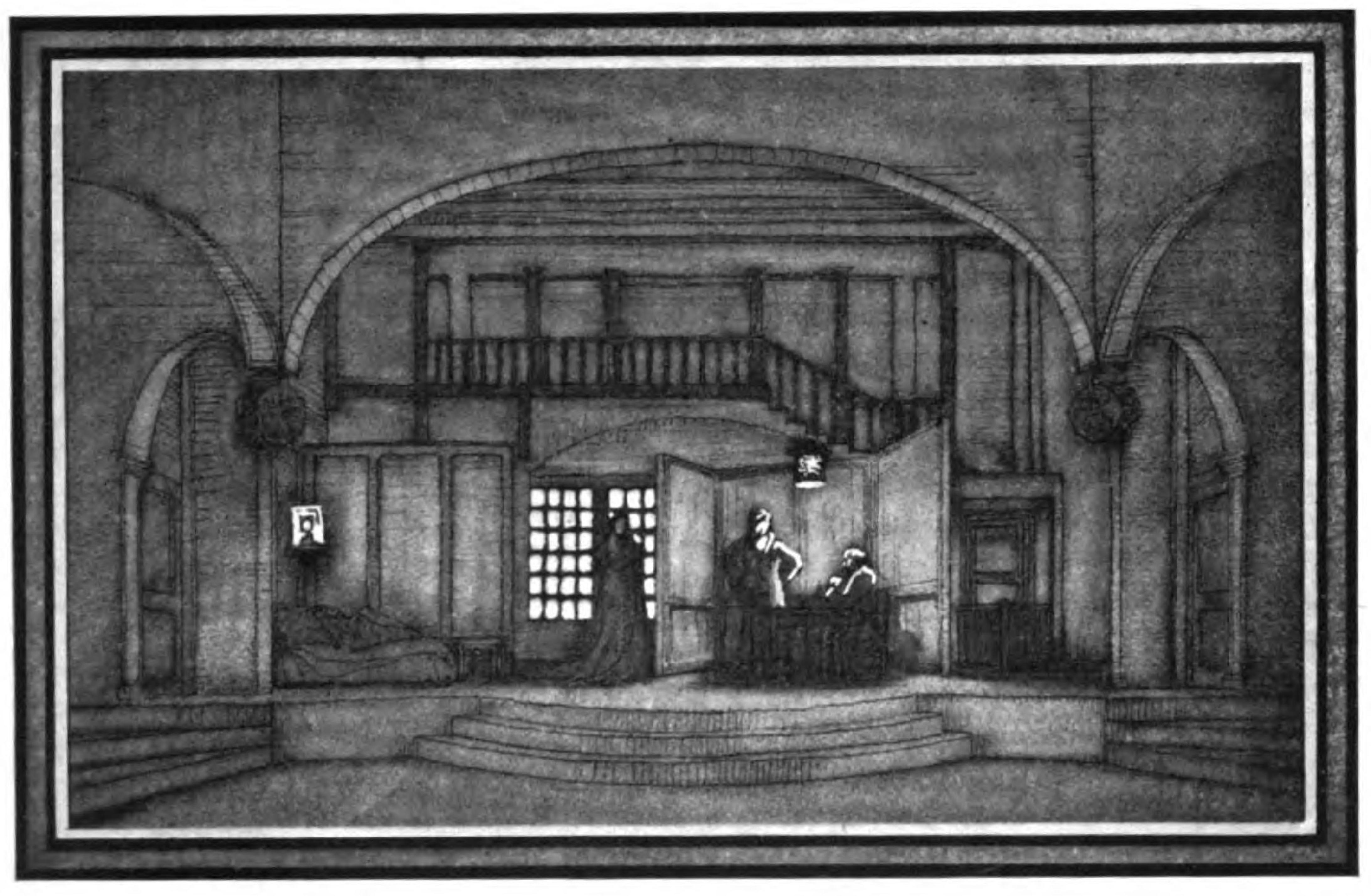
Disseny de Louis Jouvet de l'escenificació de Els germans Karamàzov al teatre Vieux-Colombier

#### L'educació dels actors
D'altra banda, el segon eix important es fonamentava en l'educació dels actors. L'any 1916 Copeau funda la seva Escola de Vieux-Colombier. Allí va proposar un desenvolupament molt ampli dels actors, tant de les seves qualitats físiques com del seu coneixement de la cultura. En conseqüència, els deixebles obtenien una formació molt diversa, participant en classes de gimnàstica, dansa, acrobàcia, improvisació, cant, aprenent a tocar instruments i a llegir en veu alta, i, a més, freqüentant classes de cultura general i teatral per així desenvolupar una major sensibilitat. El concepte de l'actor que buscava Copeau tenia uns punts semblants al projecte de Vsévolod Meierhold, que parlava de l'actor com a centre de la representació, lliure de les limitacions del decorat.

#### L'espai escènic
En la seva idea de renovar el teatre, Copeau tenia en compte també la necessitat de reformar el concepte de l'espai escènic. Des dels finals del segle xix, a l'escena francesa dominava el naturalisme i realisme en el decorat, a la qual cosa Copeau s'oposava radicalment. La seva voluntat era de crear un espai únic que serviria per a la representació de tota classe d'obres, sense una decoració realista diferent per cadascuna de les peces. Per tant, abans d'obrir el Vieux-Colombier va reformar el teatre per dins, treballant amb l'arquitecte i decorador Francis Jourdain, sobretot eliminant tots els ornaments, buscant una estructura espacial el més senzilla possible. Volia també augmentar l'espai en l'escenari, la qual cosa va aconseguir cobrint l'orquestra i anul·lant les divisions espacials que estaven allí. La seva noció renovadora d'una escena austera implicava també el rebuig d'una il·luminació refinada, com les bateries de llums. La intenció dels canvis introduïts per Copeau era de donar més llibertat de moviment als actors i crear una relació més directa amb el públic. El seu tractament de l'espai busca el canvi del teatre com a espectacle cap a una experiència poètica.

#### El rol del públic
La reforma del teatre que va idear Copeau incloïa també la transformació del rol del públic. Copeau volia que aquest tingués un paper més actiu, que participés en l'esforç col·lectiu i que demostrés unes proves d'interès en el teatre. Gràcies als preus no gaire elevats, Vieux-Colombier era un teatre accessible per tots, pels aficionats, pels joves, i que a més els oferia una gran diversitat d'obres. Era un projecte d'un treball col·lectiu entusiasta, desinteressat, acompanyat per la idea de crear en futur una escola gratuïta.
Copeau volia crear-se un públic fidel, curiós i culte, encara que fos un públic minoritari. Ja el fet d'haver situat el seu teatre al barri llatí de París subratlla la voluntat de buscar un públic entre els estudiants, escriptors, artistes, gent que no disposava de grans mitjans econòmics, però que hi posava moltes ganes i interès. Per això també Copeau es dirigia amb les seves idees més al públic que al món professional teatral. Per exemple, per activar el públic, interessar-lo amb el seu projecte i cridar la seva atenció a la necessitat d'una renovació teatral, Copeau acompanyava el treball del seu teatre amb campanyes de cartells. En la primera sèrie de cartells, que acompanyava l'obertura de Vieux-Colombier el 15 d'octubre de 1913 es podia llegir:
| « | Teatre del Vieux-Colombier crida a la joventut per reaccionar contra totes les vileses del teatre mercantil i per defensar els més lliures, els més sinceres manifestacions d'un art dramàtic nou; al públic lletrat, per mantenir el culte de les obres mestres clàssiques, franceses i estrangeres, que formaran la base del seu repertori; a tots, per sostenir una empresa que s'imposarà pel bon preu dels seus espectacles, per la seva varietat, la qualitat de la seva interpretació i de la seva posada en escena. | » |
| — | |   |

#### En contra de la comercialització del teatre
Per tant, les reformes de Copeau anaven també en contra de la comercialització del teatre, del sistema d'estrelles –estrelles de les quals l'any 1917 Copeau va escriure “«so called stars», aquests fenòmens, aquests pobres monstres, les deformitats dels quals són massa ostensibles perquè hi hagi necessitat de descriure-les”. En tot el seu projecte artístic, Copeau contínuament lluitava contra que es tractés el teatre com una mercaderia.

### L'etapa americana: 1917-1919
Durant la Primera Guerra Mundial Copeau va emigrar als Estats Units, juntament amb una part de la seva companyia, entre ells, els actors Jouvet i Dullin. El viatge de Copeau i la seva companyia tenia també un rerefons polític: tenia com a fi contrarestar la influència del teatre alemany als Estats Units, sobretot de Max Reinhardt.
L'etapa estatunidenca del Vieux-Colombier va durar entre els principis de 1917 i mitjans de 1919. Copeau i els seus col·laboradors van muntar el seu teatre a Nova York a l'edifici del Garrick Theatre. Va ser un temps d'un treball molt intens, per exemple, en la segona temporada la companyia oferia una estrena per setmana. En general la seva estada va ser un gran èxit dins del món teatral americà, però van aparèixer conflictes interiors de la companyia, que van resultar en la tornada a França de Charles Dullin l'any 1918 i en certes complicacions amb Jouvet. Aquesta atmosfera dins de la companyia va causar que Copeau es deprimís molt. No obstant això, la seva estada ha deixat un important rastre en l'escena i l'educació teatral americana.
Durant l'absència de la companyia, l'edifici del Vieux-Colombier de tant en tant es va utilitzar per a altres finalitats artístiques, per exemple, Jane Bathori hi va organitzar concerts.

### Els últims anys del Vieux-Colombier de Copeau: 1920-1924
Durant l'estada als Estats Units, Copeau i Jouvet estaven treballant en les maneres de millorar l'escena del Vieux-Colombier parisenc. De tornada a França van perfeccionar l'estructura de l'escenari, creant-hi un dispositiu arquitectònic fix que els permetia adaptar-lo fàcilment per a cada representació teatral. Un dels canvis essencials de després del retorn a París va ser que l'espai escènic s'obria directament al públic i es col·locava gairebé al seu mateix nivell. Així es creava una nova relació espacial, molt més directa, dels actors amb els espectadors, en concordança amb les idees de comunitat i col·laboració de Copeau.
L'any 1920 Copeau reobrí l'Escola del Vieux-Colombier, en col·laboració amb Jouvet, Suzanne Bing i altres membres de la seva companyia. A l'escola, segons el programa introduït des de 1920, els alumnes començaven a treballar amb el text a partir del tercer any, o sigui, primer perfeccionaven sobretot el desenvolupament corporal, per després passar al maneig de la paraula. En general, igual com abans de l'estada a Amèrica, es buscava un entrenament total de l'actor: de la veu, del cos, de la imaginació, de la capacitat de l'anàlisi del text i de la improvisació, intentant crear un sentiment de treball col·lectiu, on l'individual se subordina a la col·lectivitat, i la col·lectivitat al text. Copeau anava en contra de dogmes, buscava espontaneïtat i un sentiment dramàtic. L'escola constituïa pels actors un laboratori per la recerca i l'experimentació.
El maig de 1924, després de la cinquena temporada, Copeau va tancar el seu teatre. En aquest moment, el Vieux-Colombier seguia tenint la seva popularitat i nous adeptes. Igual que des dels principis de la seva existència, tenia constants problemes econòmics, però la decisió de tancar era més aviat una voluntat personal de Copeau. Des de la tornada des dels Estats Units es queixava d'un sentiment de cansament i solitud, evidenciant una duradora crisi interna.
Abandonat per Copeau i la seva companyia, l'edifici del teatre Vieux-Colombier tenia usos diversos, acollint, per exemple, concerts de jazz o projeccions de cinema experimental. Als anys 70, quan la seva existència es va veure en perill, es va interessar per ell l'Institut Français d'Architecture i en va garantir la seva preservació. L'any 1993 es va convertir en una sala de la Comédie-Française.

## Les Copiaus a la Borgonya
Després d'haver tancat el teatre Vieux-Colombier, Copeau va marxar al camp, a Beaune –una petita localitat a la Borgonya– amb la seva família, alguns alumnes i amics. Allí, amb els deixebles que el van seguir, van formar una nova companyia, anomenada Les Copiaus, un nom que els habitants locals van donar a la companyia, com si fossin “els petits Copeaus”. Les Copiaus treballaven col·lectivament, seguien formant-se com a actors, però alhora també van crear ells mateixos tots els accessoris escènics. L'educació dels actors se centrava en el desenvolupament i en la creació d'espectacles a l'aire lliure. L'etapa del treball amb Les Copiaus és quan Copeau més va desenvolupar l'ús de la improvisació i de les màscares, un vessant que va interessar sobretot al nebot de Copeau, Michel Saint-Denis –també un dels membres de Les Copiaus–. Aviat la companyia es va guanyar el públic de la Borgonya, viatjant de poble en poble, sobretot en dates de festes locals. Van apostar per un teatre popular, un teatre viu, que reflectís la societat i que estigués en contacte amb ella.
L'estada a la Borgonya no era únicament una voluntat de Copeau de remeiar la seva crisi personal. Era també una forma d'anar en contra de la centralització, de negar la importància única de París a través del desenvolupament de la cultura teatral a les províncies.
El maig de 1929 Copeau va dissoldre Les Copiaus, encara que alguns dels seus membres seguiren treballant junts, per exemple a la Compagnie des Quinze sota la direcció de Michel Saint-Denis.

## Els últims anys
Després de la dissolució de Les Copiaus al maig 1929, Copeau va continuar amb el treball teatral. Aquesta última etapa de la seva obra cultivà un teatre més religiós i espiritual que anteriorment, proper als misteris. Les seves representacions eren espectacles a l'aire lliure, basades en la tradició popular i en els sentiments religiosos. Copeau buscava a través d'aquestes obres alhora la innovació i la senzillesa. Les tres obres més importants d'aquest període són dues a Florència: Miracolo di Sant'Uliva i Savonarola, i una a Beaune: Le Miracle de pain doré.
L'any 1941 Copeau va publicar "El teatre popular" que és un assaig important en el seu pensament. Allí l'autor es dirigia a la joventut, protestant en contra de la crisi moral i política del moment. Enumerava com a possibles fonts del nou teatre el cristianisme o el marxisme. Alhora, aquest assaig constituí la base teòrica per al moviment de descentralització cultural de la postguerra.
Durant aquesta etapa, Copeau seguí en contacte amb París, i durant un breu període torna a treballar dins del teatre institucional, ja que el 1940 va ser nomenat Administrador General de la Comédie-Française. No obstant això, després de tres estrenes, al gener 1941 va presentar la dimissió del càrrec. Copeau va morir 20 d'octubre de 1949 a Beaune.

## Idees i aportacions claus de Copeau

### Inspiracions
S'han assenyalat diverses possibles fonts d'influència del pensament i treball teatral de Copeau. El seu projecte presenta influències o similituds amb els d'Adolphe Appia, Gordon Craig, Konstantín Stanislavski, Vsévolod Meierhold o Harley Granville-Barker. D'altra banda, s'inspirava en la commedia dell'arte, buscant també una possibilitat de relació directa i identificació de l'espectador amb els personatges. Va denominar aquestes cerques la Nova Comèdia Improvisada. Aquest tipus de treball escènic mai es va veure representat, però va constituir una forma de treball col·lectiu de la companyia de Copeau, en la qual els actors buscaven uns personatges que tinguessin uns trets propis característics, tant físicament com de personalitat.

### Idees
Es pot perioditzar fàcilment la carrera de Copeau, però el seu pensament es caracteritza per la seva continuïtat i coherència. El seu teatre era un teatre antirealista, creat a través del geni del director i al servei del text, no a través d'artificis de l'escena. Alhora, buscava una participació activa del públic, tant a través de la construcció de l'espai teatral, com a través de l'educació del gust del públic.
Dins del seu projecte teatral, el repertori i l'actor constitueixen els fonaments essencials. Per tant, d'una banda importa en gran manera el text –obres mestres del passat i del present– i, d'altra banda, els actors ben formats, tant tècnicament com espiritualment. En aquests dos pilars, el text i l'autor, es basava la idea de Copeau que el públic pot retrobar a l'escriptor a través de la representació teatral. En la seva companyia volia crear un sentiment de treball col·lectiu que ajudés a l'exploració del text. No obstant això, el seu pensament teatral al llarg dels anys donava a la corporalitat de cada vegada més importància, i posava menys èmfasi en el text. Aquest canvi es pot veure bé a través del textos de Copeau.

### Textos
Copeau deixà molts escrits teòrics sobre el teatre; en francès es publicaren en quatre volums, titulats Registres, de la mà de l'editorial Gallimard entre 1974 i 2000. En espanyol s'han editat com «Hay que rehacerlo todo.» Escritos sobre el teatro.
Entre els textos més importants de Copeau caldria enumerar Un intent de renovació dramàtica que era el manifest que acompanyava la creació del teatre Vieux-Colombier l'any 1913, publicat en la Nouvelle Revue Française. El text parteix de la indignació de Copeau amb la situació del teatre francès del moment. L'autor protesta contra la comercialització del teatre, contra un teatre de pur entreteniment dirigit a la burgesia, contra la pèrdua de la qualitat artística. Copeau enumera tota una llista dels defectes de l'escena francesa dels seus temps: "una producció cada vegada més boja i vana, una crítica cada vegada més condescendent, un gust públic cada vegada més perdut pertot arreu falta de voluntat, desordre, indisciplina, ignorància, estupidesa, desdeny cap al creador, odi a la bellesa”, veient en els seus creadors “paràsits do un art que es mor”.
Per posar remei a aquesta situació Copeau proposa un projecte del teatre Vieux-Colombier, basat en la qualitat del repertori, que recuperaria les obres mestres però incorporaria també les més recents o inèdites. Alhora, el funcionament del teatre es basaria en una gran alternança d'espectacles, per així apel·lar més activament al públic. Por exemple, durant la primera temporada, Vieux-Colombier oferí catorze peces diferents, oferint una selecció d'obres diferent cada dia de la setmana. Els espectadors –la seva participació i educació teatral– també serien centrals pel projecte de Copeau. A més, al seu article, subratlla la importància de la companyia: gent entusiasta i unida, però alhora ben formada.
En el seu text, Copeau fa referència a nombrosos importants personatges del món teatral: es refereix al teatre rus –a Meierhold, Stanislavski i Dàntxenko–, al teatre alemany –a Max Reinhardt, Littmann, Fuchs i Erler–, i al teatre anglès –Gordon Craig i Granville Barker–. Subratlla que tots estan d'acord en el rebuig del decorat realista, que serà important també en el seu projecte de Vieux-Colombier. A més, cal destacar la importància del pensament de Stanislavski per a les idees de Copeau sobre la forma d'actuar i la importància de l'actor.
Un altre dels textos essencials per al pensament de Copeau és El teatre popular, escrit l'any 1941. En aquest article, Copeau s'aproxima cap a un teatre ritualista. En les seves reflexions es remet al teatre de l'antiguitat i de l'edat mitjana per referir-se al fet que eren “formes de representació dramàtica que tenen el seu punt d'origen en la vida moral dels pobles, i les seves conseqüències, sobre la mateixa”. Copeau proposa tornar a les formes d'expressió característiques per a la cultura popular. Aquest gir implica un rebuig del rol central que en el seu teatre anterior tenia la paraula i el repertori. A més, l'autor planteja tornar al sentiment de la comunitat que falta en els seus temps, ja que: “L'home modern està sol. Amb gran esforç ha repudiat els lligams i les comunitats”. Veu una possible solució en el cristianisme o el marxisme. Advoca també la descentralització de la cultura teatral, perquè no tingui només l'únic centre a París.
En la comparació d'aquests dos textos claus de Copeau es pot observar la important transformació en el seu pensament teatral. Copeau passa d'un teatre que sobretot valora la paraula cap a un teatre més corporal, gestual. El seu projecte canvia el seu ancoratge en el text per unes relacions amb la cultura popular i el ritualisme.

### Influències i deixebles
La influència de Copeau es pot veure en la fundació del teatre d'avantguarda nord-americà (Laboratory Theatre, Theatre Guild, Washington Square Players) i les noves formacions franceses (La Compagnie de Quinze, Les Comédiens Routiers de Léon Chancerel, Quatre Saisons de Dasté i Barsacq). La seva manera de treballar va contribuir a la inspiració de la creació de comunitats teatrals, com després han estat The Living Theater o Théâtre du Soleil de Ariane Mnouchkine. A la seva escola van tenir una gran importància les classes de mim, que han estimulat el desenvolupament d'aquesta tècnica des de Decroux a través de Barrault fins a Marceau. Decroux, un deixeble de l'escola del Vieux-Colombier, confirma la importància d'influència de Copeau, descrivint l'experiencia en la seva escola com l'origen del seu art del mim. Segons les seves paraules: “Era el 1923, a l'escola del Vieux-Colombier de Jacques Copeau, quan se'm va aparèixer el mim corporal. L'essencial d'aquest art hi era. Faltava enriquir les lleis divisòries, estendre'n l'ús, delimitar-lo.”
A més, diverses de les seves reflexions sobre la formació dels actors segueixen vigents. Moltes escoles s'inspiren en el seu pla, que alhora recupera la tradició i busca nous llenguatges d'expressió.